# Kiminobu Kimura
Kiminobu Kimura (jap. 木村 公宣, Kimura Kiminobu; * 24. Oktober 1970 in Hirosaki, Präfektur Aomori) ist ein ehemaliger japanischer Skirennläufer. Kimura gehörte Ende der 1990er Jahre zu den besten Slalomfahrern der Welt und galt als exzellenter Techniker.

## Leben
Kimuras Karriere begann langsam. Nach seinem Start bei den Olympischen Winterspielen 1992 nahm er ab Januar 1993 regelmäßig an den Rennen um den Skiweltcup teil. Anfangs konnte er sich aber nur auf den hinteren Rängen platzieren. Mitte der 1990er Jahre wurde seine Karriere durch eine Funktionsstörung in seinem Rücken unterbrochen, die ihn zu einem zweimonatigen Krankenhausaufenthalt zwang.
Nach seiner Rückkehr in den Skiweltcup begann er, sich als Spitzenfahrer zu etablieren. Zwischen Januar 1996 und März 1998 fuhr er 16 Mal unter die besten Zehn. Seine beste Platzierung erreichte er im Januar 1998 im Slalom von Veysonnaz, bei dem er Dritter wurde. Dies war die beste Platzierung eines japanischen Skirennläufers seit Tetsuya Okabe 1990. 
In der Saison 1996/97 wurde er in der Slalomgesamtwertung des Weltcups Achter, im Jahr darauf Fünfter. Nach der Saison 2002/03 beendete Kimura seine Karriere.

## Erfolge

### Olympische Winterspiele
- Albertville 1992: 15. Alpine Kombination, 21. Riesenslalom, 33. Super-G, DNF Slalom
- Lillehammer 1994: 18. Slalom, 26. Riesenslalom, 33. Super-G, DNF Alpine Kombination
- Nagano 1998: 13. Slalom, 25. Riesenslalom
- Salt Lake City 2002: 18. Slalom, 37. Riesenslalom

### Weltmeisterschaften
- Saalbach-Hinterglemm 1991: 15. Alpine Kombination, 16. Slalom[1], DNF Riesenslalom[2]
- Morioka 1993: 8. Alpine Kombination[3], 20. Slalom, 23. Riesenslalom
- Sierra Nevada 1996: DSQ Slalom
- Sestriere 1997: DNF Slalom
- Vail/Beaver Creek 1999: 14. Slalom
- St. Anton 2001: DNF Slalom
- St. Moritz 2003: 22. Slalom

### Weltcup
- 8 Platzierungen unter den besten 5, davon ein Podestplatz

### Juniorenweltmeisterschaften
- Sälen 1987: 23. Slalom, 39. Riesenslalom
- Madonna di Campiglio 1988: 5. Slalom, 13. Kombination, 15. Riesenslalom, 42. Super-G, 56. Abfahrt
- Aleyska 1989: 5. Slalom

### Far East Cu
- 7 Podestplätze, davon 3 Siege

| Datum        | Ort          | Land  | Disziplin    |
| ------------ | ------------ | ----- | ------------ |
| 8. März 1995 | Nozawa Onsen | Japan | Riesenslalom |
| 4. März 2002 | Nozawa Onsen | Japan | Slalom       |
| 7. März 2002 | Shigakogen   | Japan | Slalom       |

### Europacup
- 6 Podestplätze, davon 2 Siege

| Datum           | Ort           | Land      | Disziplin |
| --------------- | ------------- | --------- | --------- |
| 4. Februar 1995 | Kranjska Gora | Slowenien | Slalom    |
| 31. Januar 1996 | Lenzerheide   | Schweiz   | Slalom    |

### Australian New Zealand Cup
- Eine Platzierung unter den besten 10

### Nor-Am Cup
- Eine Platzierung unter den besten 30

### Winter-Asienspiele
- Sapporo 1990: 1. Riesenslalom
- Aomori 2003: 1. Slalom

### Universiade
- Sapporo 1991: 1. Slalom

### Weitere Erfolge
- 12 Siege bei FIS-Rennen
- Japanischer Meister im Slalom (1996, 2001)
- Japanischer Vizemeister in der Abfahrt (1995)